# Saraiella squamigera
Saraiella squamigera är en tvåvingeart som först beskrevs av Tonnoir 1922.  Saraiella squamigera ingår i släktet Saraiella och familjen fjärilsmyggor. Inga underarter finns listade i Catalogue of Life.